# Zenobio Bocchi

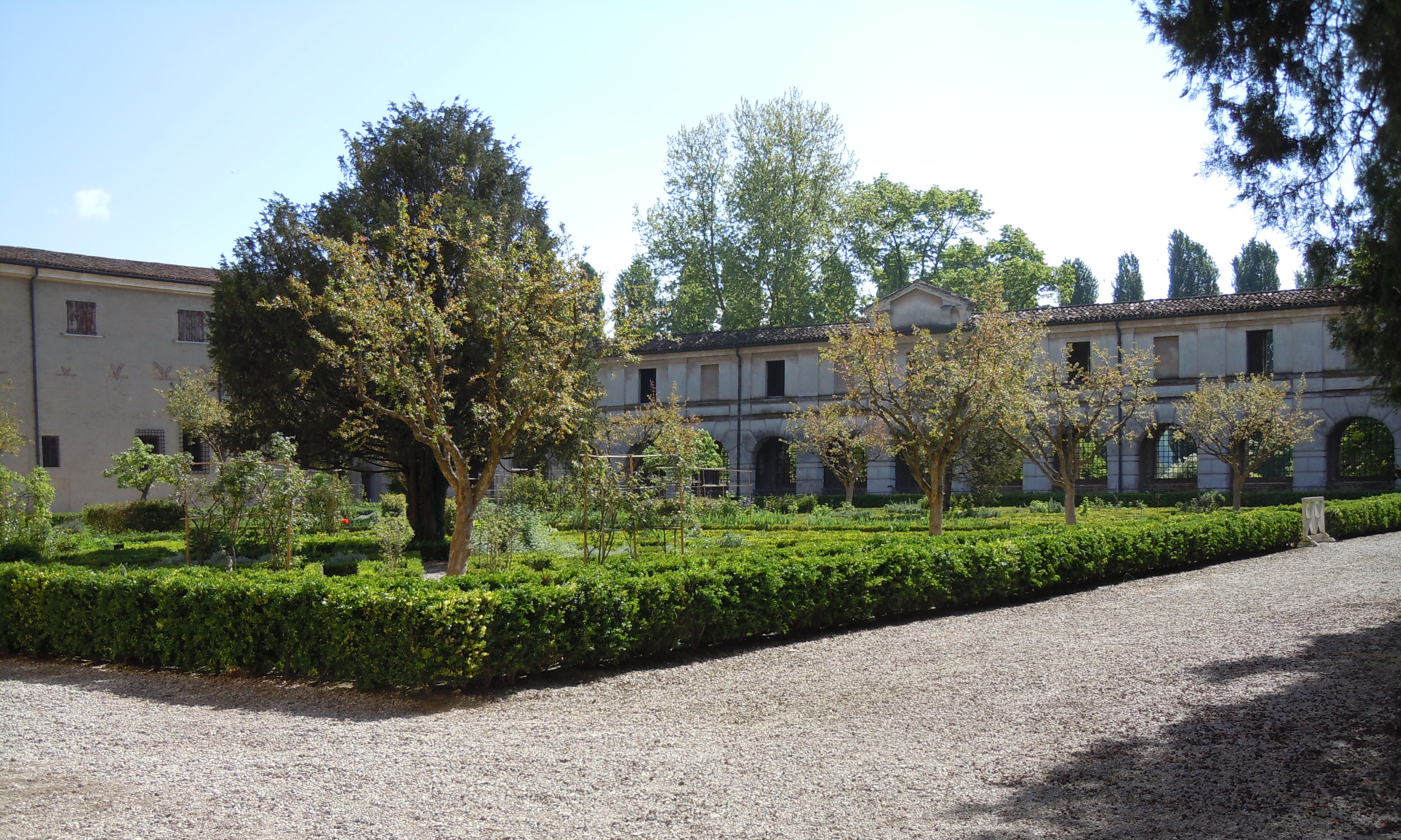
Palazzo Ducale di Mantova, il Giardino dei Semplici

Zenobio Bocchi (Firenze, XVI secolo – XVII secolo) è stato un religioso e botanico italiano.

## Biografia
Originario di Firenze, fra' Zenobio Bocchi fu un frate predicatore dell'ordine francescano. Appassionato di botanica, già ideatore del Giardino di Boboli a Firenze e dell'Orto botanico di Pisa, venne chiamato alla corte dei Gonzaga di Mantova dove nel 1603 risistemò il Giardino dei Semplici di Palazzo Ducale, seguendo i dettami dello zodiaco, scoprendo il potere delle erbe officinali e la distribuzione delle essenze vegetali secondo i criteri della medicina astrologica del tempo.